# SIB-1553A
SIB-1553A是一种菸鹼型乙醯膽鹼受體激动剂，对CHRNB4（β4）受体有选择性。在帕金森氏症模型中，给药可改善记忆力与注意力。
它可由2-(2-氯乙基)-1-甲基四氢吡咯和4-羟基苯硫酚在碳酸钾存在下于DMF中反应得到。它和盐酸反应得到SIB-1553A盐酸盐（CAS 191611-89-9）。